# Канижариця
Канижариця (словен. Kanižarica) — поселення в общині Чрномель, Південно-Східна Словенія, Словенія. Висота над рівнем моря: 152,8 м.